# Fiódor Reshétnikov
Fiódor Mijáilovich Reshétnikov, en ruso original Фёдор Михайлович Решетников (Yekaterinburgo, 5 de septiembre de 1841 - San Petersburgo, 9 de marzo de 1871) fue un escritor ruso, famoso por sus novelas sobre las clases desfavorecidas de la sociedad.

## Biografía

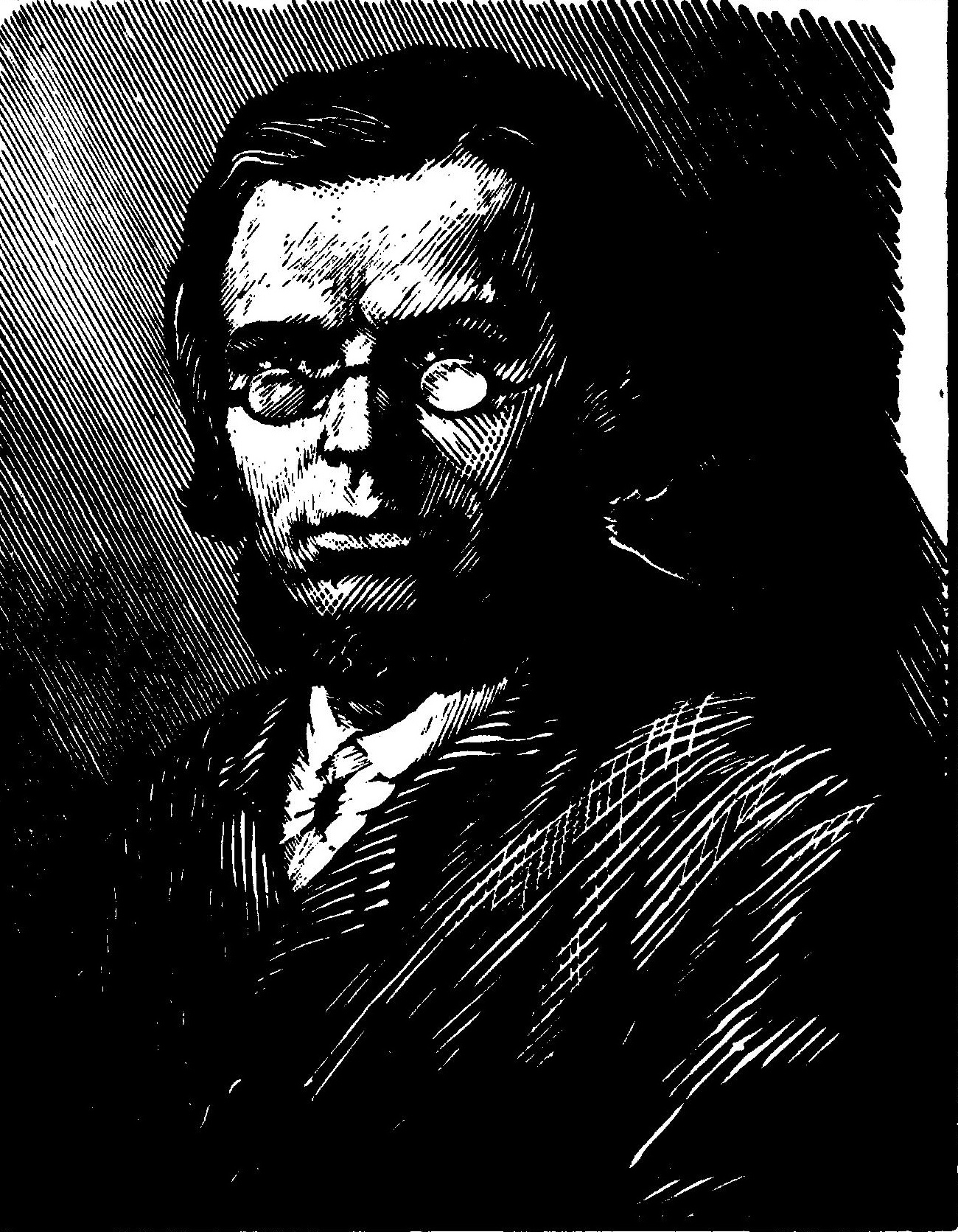
Un dibujo de Reshetnikov

Era hijo de un diácono que fue separado del servicio religioso por alcoholismo y se ganaba la vida como cartero en la administración local de correos. Al año de nacer, quedó huérfano de madre y se crio en Perm con un tío que era también empleado de correos. Pasó una infancia dura, llena de privaciones, miserias materiales y afectivas y castigos corporales que hizo de él un hombre de talante difícil, rebelde y hosco. Heredó, además, la excesiva afición al alcohol de su padre que lo llevó a la tumba con solo treinta años. 
Se educó en un internado religioso donde los castigos corporales eran continuos y se escapó de él en varias ocasiones, y fue capturado y apaleado hasta el punto de permanecer dos meses hospitalizado. En 1835, con catorce años, fue detenido por apropiación indebida de paquetes de correos, juzgado en un largo proceso y, como menor, fue condenado a una penitencia de tres meses en un monasterio de Solikamsk, en el extremo norte. Al parecer, el muchacho, ávido de lectura, se había llevado a casa algunas revistas y publicaciones literarias que llegaban de Moscú. En el monasterio su afición a la bebida se convirtió en enfermedad. Al concluir los estudios trabajó en la administración por un mísero sueldo de tres rublos al mes en Ekaterimburgo y Perm. Colaboró en la revista literaria El Contemporáneo y mejoró su situación económica, se casó y tuvo dos hijos. En 1865 viajó a los Urales en busca de material para una serie de ensayos sobre la vida y trabajo de los obreros en las minas y fundiciones. 
Inició su labor literaria con algunos versos, el poema El veredicto (1860) y otros. En 1863 se trasladó a San Petersburgo e intentó sobrevivir con el periodismo y su magro sueldo de funcionario del ministerio de finanzas. No tardó en pasar a la prosa en 1864 con una novela autobiográfica titulada Entre las gentes en la que describía su reclusión en el monasterio. Luego siguió una serie de narraciones sobre la vida del clero y pequeños funcionarios de provincias, como Mi padre, Maxia, inspirados en los recuerdos de su infancia, y la novela corta El marioneta (1864).
Su mejor narrativa se concreta en varias novelas y relatos sobre campesinos mendicantes que vagaban en busca de un trabajo, sobre la miseria y condiciones inhumanas de trabajo de los mineros y obreros de las fundiciones, su dignidad como hombres, su tímida y desorganizada protesta en forma de motines y revueltas, etcétera. A este ciclo pertenecen las novelas Los mineros, Los habitantes de Glúmov, los ensayos de Estampas de una vida errante de 1867, Mulas de carga, de 1866, ¿Dónde es mejor?, 1868, Carretera principal, de 1866, etcétera.

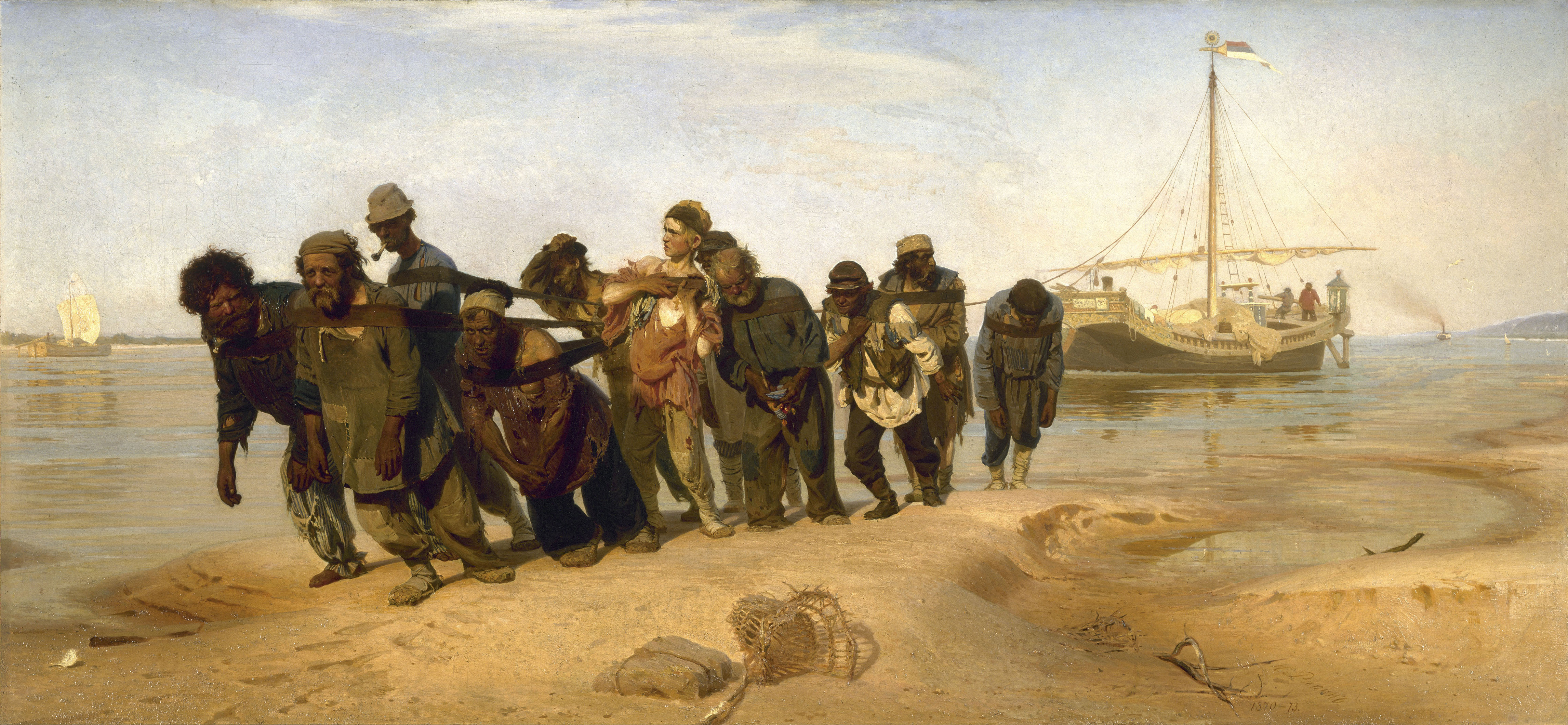
Los sirgadores del Volga, de Iliá Repin, Museo Estatal Ruso de San Petersburgo

Su obra más conocida, Los hombres de Podlípovka, describe el drama de los siargadores, campesinos de una aldea de los Urales que, empujados por la miseria, abandonan sus casas en busca de algunas ganancias y trabajan arrastrando embarcaciones en los grandes ríos como animales de tiro. La obra fue publicada por Nikolái Nekrásov en su prestigiosa revista literaria Sovreménnik (El Contemporáneo) en 1864. Sus últimas novelas fueron El pan propio y El pan ajeno, de 1870, cuya protagonista principal es una mujer que lucha por ser independiente, por ser tratada como un ser humano. Murió deprimido por no poder mantener a su familia con el sueldo de un escritor y totalmente alcoholizado; la causa oficial de la muerte fue neumonía. Está enterrado en el cementerio Vólkovo. Sus obras ocupan cuatro tomos. Es recordado como autor de novelas de ambiente obrero de tonos dramáticos y oscuros. Máximo Gorki calificó al autor de "escritor tenebroso".

## Obras
- El veredicto (1860), poema.
- Entre las gentes (1864)
- Mi padre, relato
- Maxia, relato
- El marioneta (1864), novela corta.
- Los mineros
- Los habitantes de Glúmov
- Estampas de una vida errante, 1867, ensayos.
- Mulas de carga, 1866
- ¿Dónde es mejor?, 1868
- Carretera principal, de 1866
- Los hombres de Podlipovka, 1864.
- El pan propio, 1870.
- El pan ajeno, 1870.